# 퓰리처상 해설 보도 부문
퓰리처상 해설 보도 부문(Pulitzer Prize for Explanatory Reporting)은 미국의 시상식인 퓰리처상의 14개의 저널리즘 분야 중 하나이다.

## 퓰리처상 해설 저널 부분
- 1991년 수전 팔루디
- 1990년 워싱턴 포스트
- 1991년 월 스트리트 저널
- 1992년 하트포드: 미국의 우주 프로그램을 괴롭히는 많은 결함이 있는 허블 우주 망원경
- 1993년 애틀랜타 저널
- 1994년 시카고트리뷴
- 1995년 워싱턴 포스트
- 1996년 롱아일랜드 뉴스데이
- 1997년 필라델피아 인콰이어

## 퓰리처상 해설 보도 부분 (1998년 ~)
- 1998년 시카고트리뷴
- 1999년 오리가니안
- 2000년 Great Falls (Mont.) Tribune
- 2001년 시카고 트리뷴
- 2002년 뉴욕 타임스
- 2003년 월 스트리트 저널
- 2004년 월 스트리트 저널
- 2005년 보스턴 글러브
- 2006년 워싱턴 포스트
- 2007년 LA 타임스
- 2008년 뉴욕 타임스
- 2009년 LA 타임스
- 2010년 뉴욕 타임스
- 2011년 밀워키저널 센티널
- 2012년 뉴욕 타임스
- 2013년 뉴욕 타임스
- 2014년 워싱턴 포스트
- 2015년 블룸버그통신: 미국의 세금문제를 심층보도